# Hotchamps
Hotchamps est un hameau de la commune belge de Sprimont située en Région wallonne dans la province de Liège.
Avant la fusion des communes de 1977, Hotchamps faisait partie de la commune de Louveigné.

## Situation et description
Le hameau est principalement composé de plusieurs fermes dont quatre imposantes constructions en moellons calcaires. Il se trouve dans un environnement de pâtures à la limite du Condroz oriental et de la Calestienne, région calcaire représentée par le Vallon des Chantoirs. Deux de ces chantoirs sont situés à proximité du hameau : les chantoirs du Trou le Coq et de Béron Ry. 
Hotchamps est situé à quelques centaines de mètres de l'autoroute E25 Liège-Luxembourg et compte une trentaine d'habitations.